# Tamara Nachamijewna Mussachanowa
Tamara Nachamijewna Mussachanowa (russisch Тамара Нахамиевна Мусаханова; * 31. Januar 1924 in Derbent; † 27. Februar 2014 in Haifa) war eine sowjetisch-israelische Bildhauerin und Keramikerin bergjüdischer Herkunft.

## Leben
Mussachanowa konnte Kunstschulen in Machatschkala, Moskau und Alma-Ata besuchen. Sie bildete sich weiter am Pädagogischen Institut Alma-Ata. Sie studierte dann an der Moskauer Kunstgewerbe-Hochschule mit Abschluss 1949.
Mussachanowa schuf Skulpturen und Dekorationen aus Keramik und Fayence. Ihre Themen wählte sie aus dem einfachen Leben mit den national-traditionellen Arbeiten, Kleidungen und Festen. Sie erhielt Medaillen des Kulturministeriums und des Künstlerverbands der Russischen Föderation und Diplome und Ehrenurkunden für ihre Beiträge auf Kunstausstellungen und ihre Erfolge bei der Entwicklung der sowjetischen Dekorationskunst. Viele ihrer Arbeiten befinden sich in 15 russischen Kunstmuseen, darunter die Tretjakow-Galerie, das Staatliche Museum für Orientalische Kunst und der Kuskowo-Palast, sowie in privaten Sammlungen in Russland, Israel, Deutschland, im Vereinigten Königreich und den USA. 1989 nahm sie auf Einladung am Jüdischen Weltkongress in Moskau teil. 1990 fand ihre Einzelausstellung statt.
Ab 1990 lebte Mussachanowa in Haifa und beteiligte sich an Ausstellungen. 1998 gab es eine Einzelausstellung in Haifa. Ausstellungen der Künstler aus dem Kaukasus fanden 1999 in Netanja und 2000 in Tel Aviv-Jaffa statt.
Mussachanowa war verheiratet mit dem Verdienten Künstler der Russischen Föderation Abram Wladimirowitsch Friedberg, der in Israel starb, und hatte drei Kinder. Ihr Bruder Albert war Agronom. Ihre Schwester Asja war Philologin. Der Informatiker und Präsident der Russischen Assoziation für Künstliche Intelligenz Gennadi Semjonowitsch Ossipow war ihr Neffe.

## Ehrungen
- Verdiente Kulturschaffende der RSFSR
- Verdiente Kunstfunktionärin Dagestans
- Verdiente Künstlerin Dagestans